# Geert Kuiper
Geert Kuiper (Wolvega, 5 juli 1960) is een oud-langebaanschaatser en oud-schaatscoach. 
Hij combineert het werk als trainer/coach met zijn veehouderij en schreef columns voor onder meer de Volkskrant.
ook was hij actief bij de selectie van korfbalclub SCO Oldeholtpade.

## Biografie
Kuiper was in de jaren tachtig een verdienstelijk sprinter. In de periode 1984-1987 behaalde hij drie zilveren en een gouden medaille op de Nederlandse kampioenschappen sprint. Toen in 1987 voor het eerst de Nederlandse kampioenschappen per afstand werden gereden behaalde Kuiper de zilveren medaille op de 1000 meter, achter Bauke Jonkman.
Kuiper plaatste zich in 1984 samen met Hein Vergeer en Jan Ykema voor de Olympische 500 meter. Kuiper behaalde daar een 16e plaats. Als coach was hij werkzaam op de Olympische winterspelen van Salt Lake City (2002) en Vancouver (2010) Sochi (2014) en PeyongChang (2018) en was mede verantwoordelijk voor de gouden medailles van Gerard van Velde, Sven Kramer en Ireen Wüst.
In 1997 begon hij als coach bij Team Sanex, in 2000 opgegaan in de TVM-ploeg. Hier had Kuiper onder meer de sprinters Gerard van Velde, Beorn Nijenhuis en Jan Smeekens onder zijn hoede. In 2014 werd hij bondscoach van de ploegenachtervolging en massastart met sinds 2016/2017 Christijn Groeneveld als assistent. Op de Olympische Winterspelen 2018 in Gangneung behaalde Kuiper één zilveren en drie bronzen medailles.
Na de Spelen van 2018 werd Kuiper technisch adviseur bij de Canadese schaatsbond. Tussen 2021 en 2023 was Kuiper bondscoach van de Duitse schaatsbond.

## Trivia
In de zomer van 2005 nam hij een maand lang de Tsjechische Martina Sáblíková onder zijn hoede toen hij voor een korte periode uit het TVM-team was gezet. Op 10 maart 2007 dacht de TVM-trainer dat Sáblíková niet jarenlang mee zal gaan omdat de basis van het Tsjechische schaatsen volgens hem heel erg smal is. Toen Kuiper in de zomer van 2005 samen met haar trainer Novák enkele malen overleg voerden kon hij niet vermoeden dat ze zou toeslaan op allroundtoernooien. De analyse van Kuiper was dat de Tsjechische na 2010 zomaar de schaatsen aan de wilgen kan hangen, want Novák en Sáblíková zouden vooral veel op elkaar aangewezen zijn

## Resultaten
| jaar | NK Afstanden | NK Sprint | Olympische Winterspelen |
| ---- | ------------ | --------- | ----------------------- |
| 1984 |              | Zilver    | 16e 500m                |
| 1985 |              | Zilver    |                         |
| 1986 |              | Goud      |                         |
| 1987 | 1000m        | Zilver    |                         |